# Jim Korn
James Allen „Jim“ Korn (* 28. Juli 1957 in Hopkins, Minnesota) ist ein ehemaliger US-amerikanischer Eishockeyspieler, der im Verlauf seiner aktiven Karriere zwischen 1975 und 1990 unter anderem 613 Spiele für die Detroit Red Wings, Toronto Maple Leafs, Buffalo Sabres, New Jersey Devils und Calgary Flames in der National Hockey League (NHL) auf der Position des Verteidigers und linken Flügelstürmers bestritten hat.

## Karriere
Korn besuchte während seiner Schulzeit die Hopkins High School in Minnetonka in seinem Heimatbundesstaat Minnesota. Im Sommer 1975 zog es den Verteidiger aufgrund seines Studiums ans Providence College. Im Vorfeld hatte er ein Stipendium der University of Minnesota abgelehnt. In den folgenden vier Jahren spielte er parallel zu seinem Studium für die Universitäts-Eishockeymannschaft, die Providence Friars, in der ECAC Hockey, einer Division im Spielbetrieb der National Collegiate Athletic Association (NCAA). Während dieser Zeit wurde Korn im Sommer 1977 sowohl im NHL Amateur Draft 1977 in der fünften Runde an 73. Stelle von den Detroit Red Wings aus der National Hockey League (NHL) als auch im WHA Amateur Draft 1977 in der sechsten Runde an 52. Position von den New England Whalers aus der World Hockey Association (WHA) ausgewählt. In seiner dritten College-Spielzeit erreichte Korn mit den Friars im Frühjahr 1978 das Finale um die Meisterschaft der ECAC, wo die Mannschaft allerdings dem Boston College unterlag. Die folgende Saison absolvierte er als Mannschaftskapitän des Teams.
Zur Saison 1979/80 wechselte der Abwehrspieler im Alter von 22 Jahren in den Profibereich und schaffte es bei den Detroit Red Wings, nachdem er in den ersten beiden Spielmonaten dem Farmteam Adirondack Red Wings in der American Hockey League (AHL) angehört hatte, schnell zum NHL-Stammspieler. Letztlich verblieb Korn bis zum März 1982 in Detroit, ehe er im Tausch für ein Viertrunden-Wahlrecht im NHL Entry Draft 1982 an die Toronto Maple Leafs abgegeben wurde. Dort wurde Korn mit Beginn der Saison 1982/83 vom Verteidiger zum linken Flügelstürmer umgeschult, sodass er seine Torausbeute in zwei aufeinander folgenden Spieljahren jeweils steigerte. Mit Beginn der Spielzeit 1984/85 machten Verletzungen dem US-Amerikaner immer wieder zu schaffen. So absolvierte er in dieser Saison aufgrund einer hartnäckigen Schulterverletzung, die eine Operation im Sommer 1985 unumgänglich machte, nur 41 Spiele. Das darauffolgende Spieljahr fiel er wegen einer Knieverletzung, die er in der Saisonvorbereitung erlitten hatte, komplett aus und absolvierte kein einziges Spiel.
Bevor er in der Saison 1986/87 wieder für Toronto aufs Eis gehen konnte, war Korn jedoch Bestandteil eines Tauschgeschäfts zwischen drei Teams. Innerhalb eines Tages wurde er Anfang Oktober 1986 zunächst im Tausch für Terry Johnson an die Calgary Flames abgegeben, die ihn unmittelbar nach Erwerb zu den Buffalo Sabres schickten. Diese gaben als Kompensation Brian Engblom an die Flames ab. In Buffalo wurde der umgeschulte Stürmer jedoch nicht heimisch und nach 52 Einsätzen bereits im Mai 1987 für Jan Ludvig an die New Jersey Devils abgegeben. Dort blieb er fast drei Jahre, ehe er im März 1990 erneut nach Calgary transferiert wurde. Dieses Mal war er den Flames ein Fünftrunden-Wahlrecht im NHL Entry Draft 1990 wert gewesen. Für Calgary absolvierte er bis zum Saisonende – inklusive der Playoffs – 13 Spiele. Nachdem sie ihn im August 1990 vorzeitig aus seinem Vertrag entließen, entschied sich der mittlerweile 33-Jährige, seine aktive Karriere nach 613 NHL-Spielen zu beenden.

### International
Auf internationaler Ebene nahm Korn in den Jahren 1979 und 1981 jeweils mit der Nationalmannschaft der Vereinigten Staaten an der Eishockey-Weltmeisterschaft teil. Beim Turnier in der sowjetischen Hauptstadt Moskau im Jahr 1979, das er noch als Collegespieler absolvierte, belegte er dabei mit der Mannschaft den siebten Platz, zwei Jahre später beiden Welttitelkämpfen im schwedischen Göteborg platzierte sich die Mannschaft auf dem fünften Gesamtrang. Er selbst sammelte bei 13 WM-Einsätzen zwei Torvorlagen und erhielt 14 Strafminuten.

## Erfolge und Auszeichnungen
- 1979 ECAC Second All-Star Team

## Karrierestatistik

### International
Vertrat die USA bei:
- Weltmeisterschaft 1979
- Weltmeisterschaft 1981

(Legende zur Spielerstatistik: Sp oder GP = absolvierte Spiele; T oder G = erzielte Tore; V oder A = erzielte Assists; Pkt oder Pts = erzielte Scorerpunkte; SM oder PIM = erhaltene Strafminuten; +/− = Plus/Minus-Bilanz; PP = erzielte Überzahltore; SH = erzielte Unterzahltore; GW = erzielte Siegtore; 1 Play-downs/Relegation; Kursiv: Statistik nicht vollständig)